# Jacobi-szimbólum
A számelméletben a Jacobi-szimbólum a Legendre-szimbólum általánosítása. Szerepet játszik prímteszt- és prímfelbontási algoritmusokban, és így jelentőséggel bír a kriptográfia számára is. Carl Gustav Jacob Jacobi matematikusról van elnevezve.

## Definíciója
Ha {\displaystyle P>2} páratlan szám, a hozzá relatív prím egész, akkor
{\displaystyle \left({\frac {a}{P}}\right)=\left({\frac {a}{p_{1}}}\right)^{\alpha _{1}}\left({\frac {a}{p_{2}}}\right)^{\alpha _{2}}\cdots \left({\frac {a}{p_{k}}}\right)^{\alpha _{k}}}
ahol {\displaystyle P=p_{1}^{\alpha _{1}}\cdots p_{k}^{\alpha _{k}}} a prímhatványfelbontás, és a jobb oldalon Legendre-szimbólumok állnak.
Ha a-nak és P-nek van 1-nél nagyobb közös osztója, akkor {\displaystyle \left({\frac {a}{P}}\right)=0}.

## Tulajdonságai
1. Ha {\displaystyle a\equiv b{\pmod {P}}}, akkor {\displaystyle {\bigg (}{\frac {a}{P}}{\bigg )}={\bigg (}{\frac {b}{P}}{\bigg )}}
2. {\displaystyle \left({\frac {1}{P}}\right)=1}
3. {\displaystyle {\bigg (}{\frac {ab}{P}}{\bigg )}={\bigg (}{\frac {a}{P}}{\bigg )}{\bigg (}{\frac {b}{P}}{\bigg )}}
4. Első kiegészítési tétel:[1]
{\displaystyle {\bigg (}{\frac {-1}{P}}{\bigg )}=(-1)^{\frac {P-1}{2}}}
5. Második kiegészítési tétel:[2]
{\displaystyle \left({\frac {2}{P}}\right)=(-1)^{\frac {P^{2}-1}{8}}}
6. Reciprocitási tétel:[3] ha P és Q relatív prím páratlan számok, akkor 
{\displaystyle {\bigg (}{\frac {P}{Q}}{\bigg )}={\bigg (}{\frac {Q}{P}}{\bigg )}(-1)^{\frac {(P-1)(Q-1)}{4}}}
7. Ha {\displaystyle {\bigg (}{\frac {a}{P}}{\bigg )}=-1}, akkor a kvadratikus nemmaradék moduló P.[4]

Ha viszont {\displaystyle {\bigg (}{\frac {a}{P}}{\bigg )}=1}, abból nem következik, hogy a kvadratikus maradék lenne moduló P: 2 például kvadratikus nemmaradék moduló 15, viszont
{\displaystyle {\bigg (}{\frac {2}{15}}{\bigg )}={\bigg (}{\frac {2}{3}}{\bigg )}\cdot {\bigg (}{\frac {2}{5}}{\bigg )}=(-1)\cdot (-1)=1}
A következő táblázat az {\displaystyle \left({\frac {a}{P}}\right)} Jacobi-szimbólum értékeit tartalmazza {\displaystyle 3\leq P\leq 17} és {\displaystyle 0\leq a\leq 16} esetén: az első oszlop P értékeiből, az első sor a értékeiből áll. A sárga színnel kiemelt cellák azon {\displaystyle (a,P)} pároknak felelnek meg, amikre a kvadratikus maradék moduló P. Az üres cellák értéket a fenti 1. tulajdonság alapján visszavezethetők a kitöltött cellákban szereplő értékekre.
|    | 0 | 1  | 2  | 3  | 4  | 5  | 6  | 7  | 8  | 9  | 10 | 11 | 12 | 13 | 14 | 15 | 16 |
| -- | - | -- | -- | -- | -- | -- | -- | -- | -- | -- | -- | -- | -- | -- | -- | -- | -- |
| 3  | 0 | 1  | −1 |    |    |    |    |    |    |    |    |    |    |    |    |    |    |
| 5  | 0 | 1  | −1 | −1 | 1  |    |    |    |    |    |    |    |    |    |    |    |    |
| 7  | 0 | 1  | 1  | −1 | 1  | −1 | −1 |    |    |    |    |    |    |    |    |    |    |
| 9  | 0 | 1  | 1  | 0  | 1  | 1  | 0  | 1  | 1  |    |    |    |    |    |    |    |    |
| 11 | 0 | 1  | −1 | 1  | 1  | 1  | −1 | −1 | −1 | 1  | −1 |    |    |    |    |    |    |
| 13 | 0 | 1  | −1 | 1  | 1  | −1 | −1 | −1 | −1 | 1  | 1  | −1 | 1  |    |    |    |    |
| 15 | 0 | 1  | 1  | 0  | 1  | 0  | 0  | −1 | 1  | 0  | 0  | −1 | 0  | −1 | −1 |    |    |
| 17 | 0 | 01 | 1  | −1 | 01 | −1 | −1 | −1 | 1  | 01 | −1 | −1 | −1 | 1  | −1 | 1  | 1  |

## Prímteszt
A Legendre-szimbólumra vonatkozó Euler-kritérium kimondja, hogy ha p egy páratlan prímszám és a egy egész szám, akkor
{\displaystyle \left({\frac {a}{p}}\right)\equiv a^{\frac {p-1}{2}}{\pmod {p}}}
A Jacobi-szimbólumra igaz ennek megfordítása: ha {\displaystyle P\geq 3} páratlan szám, és valamennyi {\displaystyle a\in (\mathbb {Z} /P\mathbb {Z} )^{\times }} maradékosztályra teljesül, hogy
{\displaystyle \left({\frac {a}{P}}\right)\equiv a^{\frac {P-1}{2}}{\pmod {P}}},
akkor P egy prímszám. A Jacobi-szimbólum ezen tulajdonsága tehát alkalmas annak eldöntésére, hogy egy adott P szám prímszám-e. 
A Solovay–Strasser-prímteszt a kritérium iteratív alkalmazásából áll: egy véletlenszerűen választott {\displaystyle 2\leq a<P} számra ellenőrizzük, hogy a fenti kongruencia teljesül-e. Ha nem, akkor P nem prímszám. Ha igen, akkor választunk egy újabb a számot, és arra is ellenőrizzük a kongruenciát. Ha k különböző a-ra teljesül a kongruencia, akkor annak valószínűsége, hogy P mégsem prímszám, {\displaystyle 2^{-k}}.